# Verteidigungsbezirkskommando 71

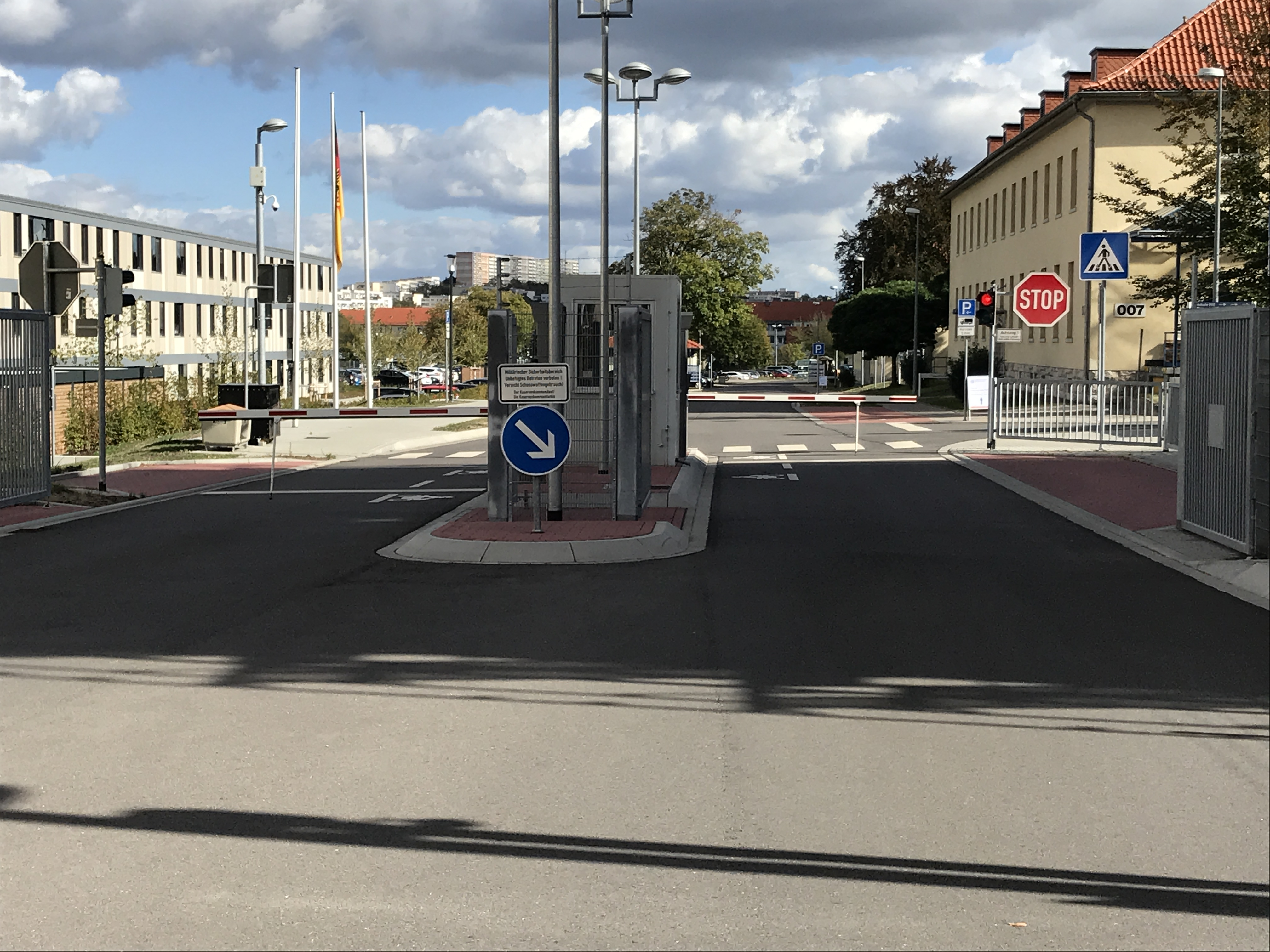
Standort des Stabes: die Löberfeld-Kaserne

Das Verteidigungsbezirkskommando 71 war ein Verteidigungsbezirkskommando der Bundeswehr mit Sitz des Stabs in Erfurt. Hauptaufgabe des Kommandos war die Territoriale Verteidigung in seinem Verteidigungsbezirk.

## Geschichte

### Aufstellung
Nach der Wiedervereinigung wurden im ehemaligen Militärbezirk III der Landstreitkräfte der Nationalen Volksarmee zügig die aus Westdeutschland bekannten territorialen Strukturen geschaffen (vgl. die Gliederung des Territorialheeres um 1989). Das Verteidigungsbezirkskommando 71 wurde zur Einnahme der Heeresstruktur V Anfang der 1990er-Jahren als Teil des Territorialheeres ausgeplant und dem Befehlshaber im Wehrbereich VII unterstellt. Angelehnt an die zivile Verwaltungsgliederung in Westdeutschland sollte der Verteidigungsbezirk in etwa einem (zukünftigen) Regierungsbezirk entsprechen. Bei der Aufstellung orientierte man sich aber beim Zuschnitt des neuen Verteidigungsbezirks zunächst noch ungefähr an dem aus der Deutschen Demokratischen Republik bekannten Bezirk Erfurt. Entsprechend war auch der Standort des Stabs Erfurt.

### Fusion mit dem Stab der Panzerbrigade 39
Mitte der 90er-Jahre wurden in der Bundeswehrführung Pläne erprobt, die Stäbe jeweils eines Verteidigungsbezirkskommandos und einer Brigade zur Einnahme der Heeresstruktur V (N) analog zur Zusammenfassung der Divisions- und Wehrbereichskommandostäbe sowie beim Korps/Territorialkommando Ost zu fusionieren. Das Verteidigungsbezirkskommando 71 war eine der wenigen Dienststellen auf Brigadeebene wo diese Zusammenfassung (ansatzweise) erfolgte. Der Stab des Verteidigungsbezirkskommandos fusionierte zum 1. Januar 1995 mit dem Brigadestab der Panzerbrigade 39 „Thüringen“ zur „Panzerbrigade 39/Verteidigungsbezirkskommando 71“. Die Rücknahme dieser Fusion wurde bereits Anfang 1996 mit Wirkung ab 1. Oktober 1996 angeordnet.

### Wechsel in die Streitkräftebasis
2001 wurde das Territorialheer aufgelöst. Die Wehrbereichskommandos und Verteidigungsbezirkskommandos wurden der neu aufgestellten Streitkräftebasis unterstellt. Die Wehrbereiche und Verteidigungsbezirke wurden grundlegend neu geordnet und ihre Anzahl reduziert. Die Verteidigungsbezirke 72 und 73 (entsprechend den Bezirken Suhl und Gera der Deutschen Demokratischen Republik) wurden dazu bereits 1999 aufgelöst und dem Verteidigungsbezirk 71 eingegliedert. Der Verteidigungsbezirk 71 umfasste nun das gesamte Land Thüringen. Das Verteidigungsbezirkskommando 71 wurden dem „neu“ aufgestellten Wehrbereichskommando III unterstellt. Die unterstellten Verteidigungskreiskommandos wurden aufgelöst und seine Aufgaben teils den neu aufgestellten Kreisverbindungskommandos übertragen.

### Auflösung
Das Verteidigungsbezirkskommando wurde 2007 außer Dienst gestellt. Einige seiner Aufträge wurden dem neu aufgestellten Landeskommando Thüringen sowie den unterstellten Bezirksverbindungskommandos übertragen.

## Verbandsabzeichen

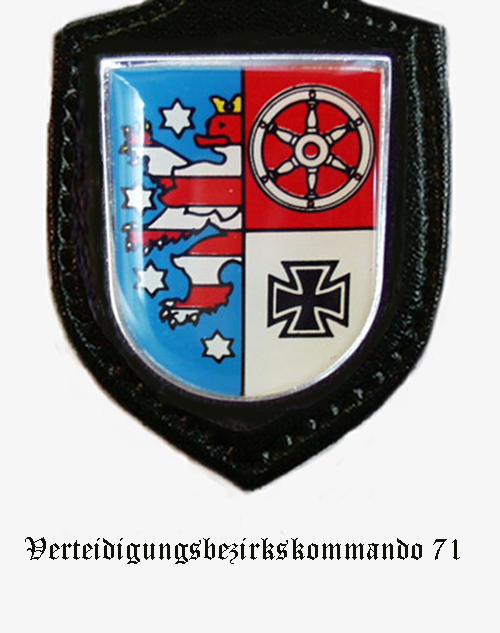
Internes Verbandsabzeichen des Stabes/Stabskompanie

Das Verteidigungsbezirkskommando führte aufgrund seiner Ausplanung als überwiegend nicht aktiver Truppenteil kein eigenes Verbandsabzeichen. Die wenigen aktiven Soldaten trugen daher das Verbandsabzeichen des übergeordneten Wehrbereichskommandos.
Als „Abzeichen“ wurde daher unpräzise manchmal das interne Verbandsabzeichen des Stabes und der Stabskompanie „pars pro toto“ für das gesamte Verteidigungsbezirkskommando genutzt. Das interne Verbandsabzeichen zeigte als Hinweis auf den Stationierungsraum als Figuren mit Verbindung zur Region: Das Mainzer Rad aus dem Stadtwappen Erfurts und der Bunte Löwe der Ludowinger mit den Sternen ähnlich wie im Thüringer Landeswappen. Das Eiserne Kreuz ist das Hoheitszeichen der Bundeswehr. Das interne Verbandsabzeichen des Landeskommandos Thüringen ist diesem internen Verbandsabzeichen sehr ähnlich.